# Ptilodon
Ptilodon is een geslacht van vlinders uit de familie van de tandvlinders (Notodontidae).

## Soorten
- P. americana Harvey, 1877
- P. atrofusa Hampson, 1892
- P. autumnalis Schintlmeister, 1997
- P. capucina (Linnaeus, 1758) - kroonvogeltje
- P. cucullina (Denis & Schiffermüller, 1775) - esdoorntandvlinder
- P. flavistigma Moore, 1879
- P. hoegei Graeser, 1888
- P. huabeiensis Yang, 1978
- P. jezoensis Matsumura, 1919
- P. kuwayama Matsumura, 1919
- P. okanoi Inoue, 1958
- P. robusta Matsumura, 1924
- P. saturata Walker, 1865